# Natal'ja Mjasoedova
Natal'ja Valer'evna Mjasoedova, coniugata Anojkina (in russo Наталья Валерьевна Мясоедова-Анойкина?; Krasnojarsk, 13 febbraio 1987), è una cestista russa.

## Carriera
Con la Russia ha disputato i Campionati europei del 2011.